# Cratere Gauricus

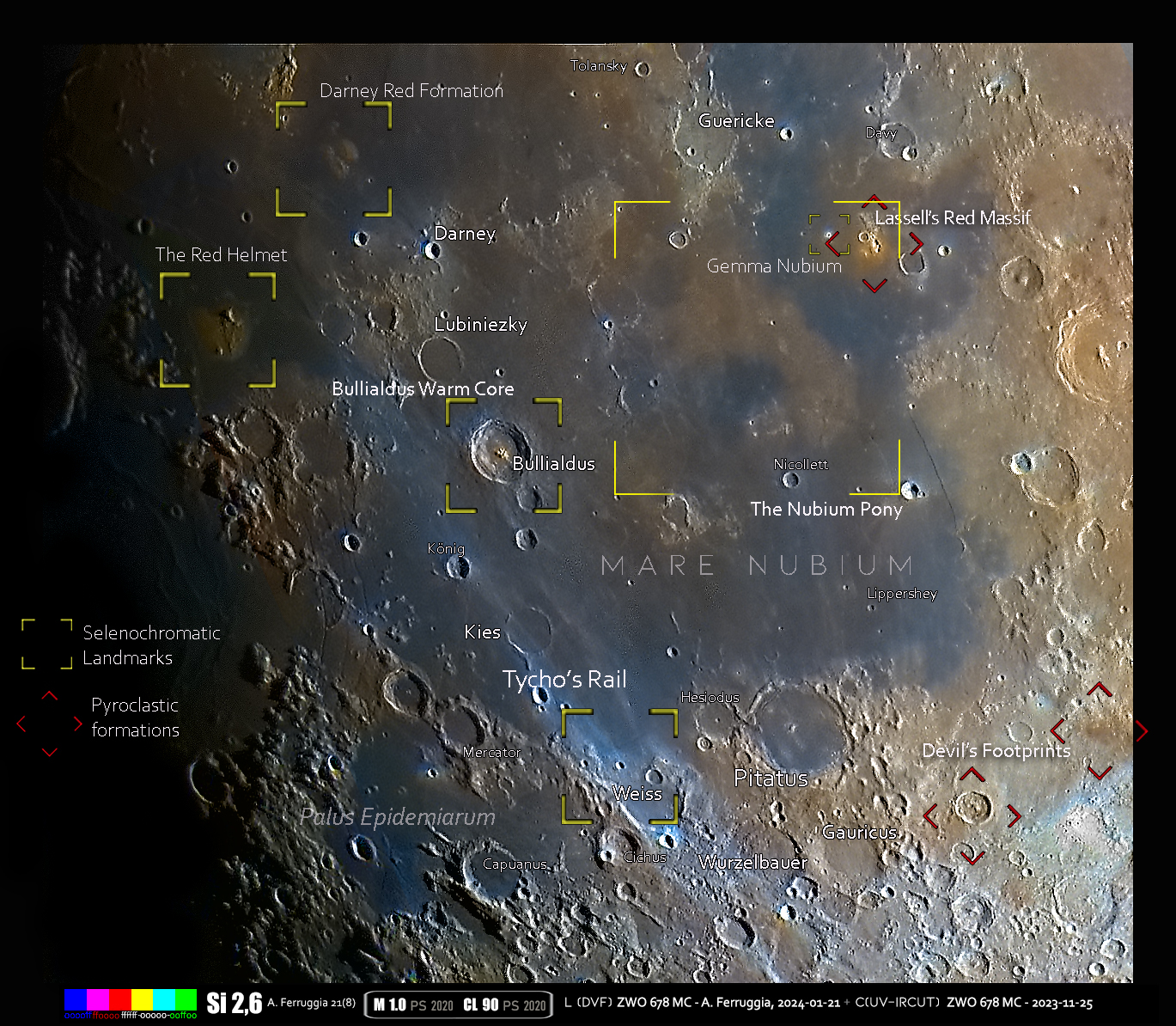
Immagine selenocromatica dell'area del cratere (in basso)

Gauricus è un cratere lunare di 79,64 km situato nella parte sud-occidentale della faccia visibile della Luna. Quasi adiacente al bordo occidentale è presente il cratere Wurzelbauer e a nord-nordovest si trova il cratere Pitatus.
Il bordo è stato consumato ed eroso dagli impatti che ha subito nel tempo, che hanno segnato le pareti esterne con molti piccoli crateri. Tra questi, i principali sono 'Gauricus B' e 'Gauricus D' lungo il bordo meridionale e 'Gauricus G' sul bordo orientale. Il cratere 'Gauricus A' è invece adiacente al bordo esterno a sud-sudovest.
Il fondo del cratere è al contrario livellato e senza caratteristiche rilevanti, con l'eccezione della formazione 'Gauricus F' lungo il bordo settentrionale. La parte inferiore è ricoperta dalla raggiera del cratere Tycho che si trova a sud.
Il  cratere è dedicato all'astronomo e matematico italiano Luca Gaurico.

## Crateri correlati
Alcuni crateri minori situati in prossimità di Gauricus sono convenzionalmente identificati, sulle mappe lunari, attraverso una lettera associata al nome.
| Gauricus | Coordinate            | Diametro (in km) |
| -------- | --------------------- | ---------------- |
| A        | 35°38′24″S 13°34′12″W | 37,22            |
| B        | 35°23′24″S 12°13′48″W | 21,76            |
| C        | 35°15′36″S 10°43′48″W | 9,58             |
| D        | 35°08′24″S 11°27′36″W | 12,3             |
| E        | 32°34′48″S 11°52′48″W | 6,69             |
| F        | 33°06′36″S 12°42′36″W | 12,27            |
| G        | 33°59′24″S 11°03′00″W | 18,41            |
| H        | 38°14′24″S 13°23′24″W | 8,48             |
| J        | 32°20′24″S 12°00′00″W | 8,97             |
| K        | 33°21′00″S 13°58′12″W | 5,33             |
| L        | 34°03′36″S 13°52′48″W | 4,2              |
| M        | 34°25′12″S 13°42′00″W | 5,25             |
| N        | 32°26′24″S 12°44′24″W | 6,99             |
| P        | 35°05′24″S 12°30′00″W | 5,15             |
| R        | 34°52′12″S 13°19′12″W | 5,87             |
| S        | 33°54′36″S 10°10′12″W | 14,59            |